# Francisco Villa, San Vicente Tancuayalab
Francisco Villa är en ort i Mexiko.   Den ligger i kommunen San Vicente Tancuayalab och delstaten San Luis Potosí, i den centrala delen av landet, 270 km norr om huvudstaden Mexico City. Francisco Villa ligger 54 meter över havet och antalet invånare är 373.
Terrängen runt Francisco Villa är platt. Runt Francisco Villa är det ganska glesbefolkat, med 28 invånare per kvadratkilometer. Närmaste större samhälle är San Vicente Tancuayalab, 14,2 km sydost om Francisco Villa. Omgivningarna runt Francisco Villa är en mosaik av jordbruksmark och naturlig växtlighet.